# Уилсон, Джамиль
Джамиль Уилсон (англ. Jamil Wilson; род. 21 ноября 1990, Милуоки, штат Висконсин, США) — американский профессиональный баскетболист, играющий на позиции лёгкого форварда.

## Карьера
Уилсон начал свою студенческую карьеру в Университете Орегона и набирал в среднем 4,7 очка и 3,2 подбора. В 2010 году Джамиль перешёл в Университет Маркетта и был вынужден пропустить сезон 2011/2012. В последний год на студенческом уровне Уилсон набирал в среднем 11,7 очка и 5,9 подборов за игру.
После драфта НБА 2014 года Уилсон присоединился к «Вашингтон Уизардс» в Летней лиге НБА 2014 года. 26 сентября 2014 года Джамиль подписал контракт с «Финикс Санз», но после 2 предсезонных игр «Санз» расторгли контракт.
В ноябре 2014 года Уилсон стал игроком «Бейкерсфилд Джэм». В 44 играх Джамиль набирал в среднем 10,9 очка, 5,4 подбора и 2,1 передачи за игру.
В июне 2015 года Уилсон подписал контракт «Виртусом» (Болонья), а в июле вновь присоединился к «Вашингтону Уизардс» в Летней лиге НБА. 27 июля Дамиль подписал контракт с «Даллас Маверикс», тем самым расторгнув своё первоначальное соглашение с «Виртусом». В ноябре «Маверикс» отчислили Уилсона после 7 предсезонных матчей.
В апреле 2016 года Уилсон перешёл в «Кангрехерос де Сантурсе». В 7 играх он набрал в среднем 10,3 очка, 3,9 подбора, 1,9 передачи.
В сезоне 2016/2017 Уилсон выступал за «Ауксилиум Торино» и в среднем набирал 12,9 очков, 5,9 подборов и 1,4 передачи за 29,8 минуты на площадке.
В августе 2017 года Уилсон подписал двусторонний контракт с «Лос-Анджелес Клипперс». В течение сезона Джамиль выступал за фарм-клуб в G-Лиге. В НБА в составе «Клипперс» Уилсон провёл 15 матчей, набирая в среднем 7,0 очка делая 2,1 подбора. В январе 2018 года «Клипперс» отчислили Уилсона из состава.
Свою карьеру Уилсон должен был продолжить в «Лос-Анджелес Лейкерс», но клуб отказался подписывать 10-дневный контракт в связи с тем, что бывшая девушка Уилсона обвиняет баскетболиста в том, что заразилась от него болезнью, передающейся половым путём. Девушка утверждает, что Уилсон знал о заболевании, но не предупредил её.
В августе 2020 года Уилсон продолжил карьеру в римском «Виртусе».

## Статистика

### Статистика в НБА
| Сезон                                                                                    | Команда  | Регулярный сезон | Регулярный сезон | Регулярный сезон | Регулярный сезон | Регулярный сезон | Регулярный сезон | Регулярный сезон | Регулярный сезон | Регулярный сезон | Регулярный сезон | Регулярный сезон | Серия плей-офф | Серия плей-офф | Серия плей-офф | Серия плей-офф | Серия плей-офф | Серия плей-офф | Серия плей-офф | Серия плей-офф | Серия плей-офф | Серия плей-офф | Серия плей-офф |
| Сезон                                                                                    | Команда  | GP               | GS               | MPG              | FG%              | 3P%              | FT%              | RPG              | APG              | SPG              | BPG              | PPG              | GP             | GS             | MPG            | FG%            | 3P%            | FT%            | RPG            | APG            | SPG            | BPG            | PPG            |
| ---------------------------------------------------------------------------------------- | -------- | ---------------- | ---------------- | ---------------- | ---------------- | ---------------- | ---------------- | ---------------- | ---------------- | ---------------- | ---------------- | ---------------- | -------------- | -------------- | -------------- | -------------- | -------------- | -------------- | -------------- | -------------- | -------------- | -------------- | -------------- |
| 2017/18                                                                                  | Клипперс | 15               | 10               | 18,3             | 46,9             | 42,9             | 50,0             | 2,1              | 0,7              | 0,3              | 0,5              | 7,0              | Не участвовал  | Не участвовал  | Не участвовал  | Не участвовал  | Не участвовал  | Не участвовал  | Не участвовал  | Не участвовал  | Не участвовал  | Не участвовал  | Не участвовал  |
|                                                                                          | Всего    | 15               | 10               | 18,3             | 46,9             | 42,9             | 50,0             | 2,1              | 0,7              | 0,3              | 0,5              | 7,0              | Не участвовал  | Не участвовал  | Не участвовал  | Не участвовал  | Не участвовал  | Не участвовал  | Не участвовал  | Не участвовал  | Не участвовал  | Не участвовал  | Не участвовал  |
| Наведите курсор мыши на аббревиатуры в заголовке таблицы, чтобы прочесть их расшифровку. |          |                  |                  |                  |                  |                  |                  |                  |                  |                  |                  |                  |                |                |                |                |                |                |                |                |                |                |                |

### Статистика в Джи-Лиге
| Сезон                                                                                    | Команда                | Регулярный сезон | Регулярный сезон | Регулярный сезон | Регулярный сезон | Регулярный сезон | Регулярный сезон | Регулярный сезон | Регулярный сезон | Регулярный сезон | Регулярный сезон | Регулярный сезон | Серия плей-офф | Серия плей-офф | Серия плей-офф | Серия плей-офф | Серия плей-офф | Серия плей-офф | Серия плей-офф | Серия плей-офф | Серия плей-офф | Серия плей-офф | Серия плей-офф |
| Сезон                                                                                    | Команда                | GP               | GS               | MPG              | FG%              | 3P%              | FT%              | RPG              | APG              | SPG              | BPG              | PPG              | GP             | GS             | MPG            | FG%            | 3P%            | FT%            | RPG            | APG            | SPG            | BPG            | PPG            |
| ---------------------------------------------------------------------------------------- | ---------------------- | ---------------- | ---------------- | ---------------- | ---------------- | ---------------- | ---------------- | ---------------- | ---------------- | ---------------- | ---------------- | ---------------- | -------------- | -------------- | -------------- | -------------- | -------------- | -------------- | -------------- | -------------- | -------------- | -------------- | -------------- |
| 2014/15                                                                                  | Бейкерсфилд Джэм       | 41               | 23               | 26,2             | 42,7             | 35,1             | 79,8             | 5,4              | 2,0              | 0,5              | 1,0              | 10,9             | 3              | 3              | 35,5           | 35,5           | 55,6           | 58,3           | 6,0            | 3,3            | 1,0            | 0,7            | 11,3           |
| 2015/16                                                                                  | Техас Лэджендс         | 48               | 36               | 33,2             | 46,6             | 38,6             | 74,6             | 5,5              | 1,9              | 0,9              | 0,6              | 15,2             | Не участвовал  | Не участвовал  | Не участвовал  | Не участвовал  | Не участвовал  | Не участвовал  | Не участвовал  | Не участвовал  | Не участвовал  | Не участвовал  | Не участвовал  |
| 2017/18                                                                                  | Агуа-Кальенте Клипперс | 5                | 5                | 28,3             | 47,9             | 31,8             | 57,1             | 5,0              | 2,8              | 0,0              | 0,8              | 12,2             | Не участвовал  | Не участвовал  | Не участвовал  | Не участвовал  | Не участвовал  | Не участвовал  | Не участвовал  | Не участвовал  | Не участвовал  | Не участвовал  | Не участвовал  |
| 2017/18                                                                                  | Форт-Уэйн Мэд Энтс     | 21               | 5                | 29,0             | 43,7             | 37,3             | 67,5             | 4,0              | 2,7              | 1,0              | 0,4              | 11,4             | 1              | 0              | 26,4           | 25,0           | 0,0            | 85,7           | 7,0            | 5,0            | 0,0            | 0,0            | 10,0           |
|                                                                                          | Всего                  | 115              | 69               | 29,7             | 45,0             | 37,1             | 74,2             | 5,2              | 2,1              | 0,7              | 0,7              | 12,8             | 4              | 3              | 33,2           | 33,3           | 38,5           | 68,4           | 6,3            | 3,8            | 0,8            | 0,5            | 11,0           |
| Наведите курсор мыши на аббревиатуры в заголовке таблицы, чтобы прочесть их расшифровку. |                        |                  |                  |                  |                  |                  |                  |                  |                  |                  |                  |                  |                |                |                |                |                |                |                |                |                |                |                |

### Статистика в NCAA
| Сезон | Команда | Conf     | Class   | GP  | GS | MPG  | FG%  | 3P%  | FT%  | RPG | APG | SPG | BPG | PPG  |
| --- | ------- | -------- | ------- | --- | -- | ---- | ---- | ---- | ---- | --- | --- | --- | --- | ---- |
| 2009/10 | Орегон  | Pac-10   | FR      | 26  | 13 | 16,9 | 42,7 | 28,1 | 74,1 | 3,2 | 1,0 | 0,5 | 0,5 | 4,7  |
| 2011/12 | Маркетт | Big East | SO      | 34  | 15 | 24,1 | 44,8 | 34,5 | 70,7 | 4,1 | 1,1 | 0,7 | 1,4 | 7,1  |
| 2012/13 | Маркетт | Big East | JR      | 35  | 6  | 25,1 | 44,4 | 36,0 | 74,4 | 4,9 | 1,7 | 0,6 | 0,9 | 9,7  |
| 2013/14 | Маркетт | Big East | SR      | 32  | 32 | 28,9 | 42,8 | 32,7 | 67,0 | 5,9 | 2,6 | 0,6 | 0,5 | 11,7 |
| Всего | Всего   | Всего    | Всего   | 127 | 66 | 24,1 | 43,7 | 33,6 | 70,8 | 4,6 | 1,6 | 0,6 | 0,8 | 8,5  |
| Орегон | Орегон  | Орегон   | Орегон  | 26  | 13 | 16,9 | 42,7 | 28,1 | 74,1 | 3,2 | 1,0 | 0,5 | 0,5 | 4,7  |
| Маркетт | Маркетт | Маркетт  | Маркетт | 101 | 53 | 26,0 | 43,9 | 34,4 | 70,4 | 5,0 | 1,8 | 0,6 | 0,9 | 9,4  |
| Наведите курсор мыши на аббревиатуры в заголовке таблицы, чтобы прочесть их расшифровку Статистика приведена с сайта sports-reference.com |         |          |         |     |    |      |      |      |      |     |     |     |     |      |